# Merkwiller-Pechelbronn
Merkwiller-Pechelbronn (deutsch Merkweiler-Pechelbronn) ist eine französische Gemeinde mit 925 Einwohnern (Stand 1. Januar 2021) im Gebiet der in Frankreich so genannten Nordvogesen im Département Bas-Rhin in der Europäischen Gebietskörperschaft Elsass und in der Region Grand Est.

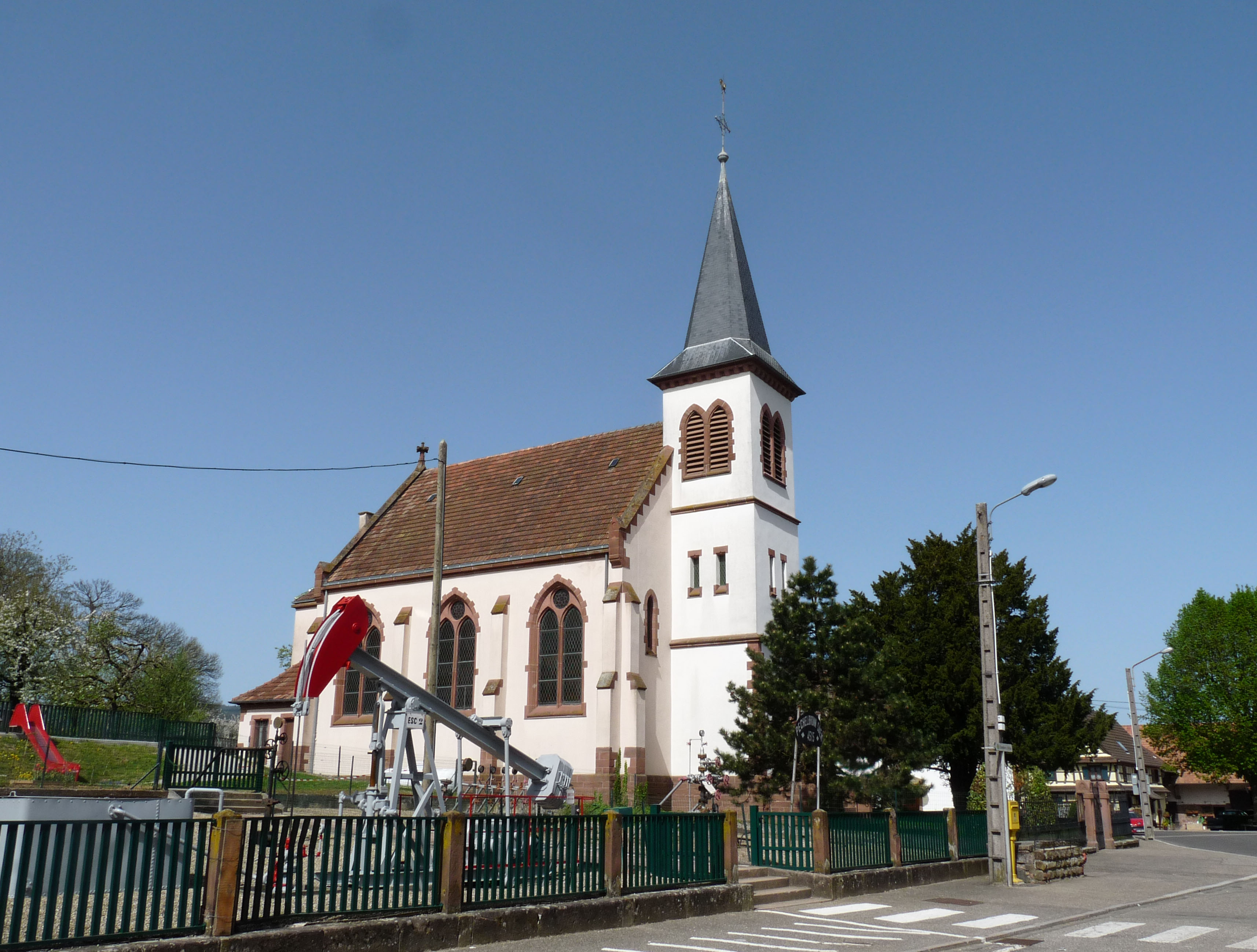
Kirche (église) in Pechelbronn

## Geschichte
Pechelbronn war der erste Ort in Europa, an dem Erdöl gewonnen wurde. Die kommerzielle Nutzung begann 1735 und endete 1965. Generationen von Technikern besuchten das Gebiet, um das Fördern und Raffinieren von Erdöl zu lernen. 1927 nahmen die Gebrüder Marcel und Conrad Schlumberger in Pechelbronn die erste elektrische Bohrlochvermessung vor.
Die noch heute aktive Erdpechquelle ist seit 1498 belegt und gab dem Ort den Namen: „Pech-Brunnen“. Die erste Erwähnung findet man im „Directorium statuum seu verius tribulatio seculi“, Straßburg, zugeschrieben Johannes Geiler von Kaysersberg und Jakob Wimpfeling.
Die Bewohner der Gegend gewannen geringe Mengen des Petroleums aus den Pechelbronner Schichten, indem sie Löcher in die Erde in der Nähe der natürlichen Quellen gruben und das Öl auf dem Wasser abschöpften. Das so gewonnene Erdöl wurde zunächst medizinisch bei Hauterkrankungen benutzt, nach dem Vorbild der Wildschweine, die sich in den Erdpechquellen suhlen. Außerdem imprägnierte man die Beine der Betten, um den Insektenbefall zu reduzieren. Händler zogen als Karichschmiermann mit Schubkarren, auf denen ein Holzfässchen befestigt war, durch die Dörfer und verkauften den Bauern loses Öl, mit dem sie ihre Fuhrwerke schmieren konnten.
Im 17. und frühen 18. Jahrhundert wurden Versuche unternommen, das Petroleum kommerziell zu nutzen, die aber alle fehlschlugen.
Erst die Untersuchungen von Jean-Théophile Hoeffel (1704–1781) ab 1734 erlaubten die Herstellung eines reinen Schmierstoffs, der dazu führte, dass man die Erzeugung industrialisierte hin zur Förderung des Teersands in Gruben und der Raffinierung des Petroleums.
Ab 1741 wurde die Produktion in Pechelbronn durch zwei Männer erweitert, die ihre Erfahrungen in den Asphaltminen im Val de Travers (Schweiz) gewonnen haben: Jean Damascène d’Eirinis und Louis-Pierre Auzillon de la Sablonnière. Letzterer erhielt eine Konzession vom König Ludwig XV., um Teer für die königliche Flotte herzustellen. Nach seinem Tod 1759 schloss sich seine Witwe mit Antoine Le Bel zusammen, der die Förderung weiter erfolgreich ausbaute.
La Sablonnière und die Familie Le Bel erweiterten und verbesserten die Produktion durch Anlegen von Schächten und Galerien zur Förderung des Öl-Sands und durch die Aufbereitung der Sände. Sie wurden zuerst mit Wasser gekocht, dadurch trennte sich der schwere Sand und die leichteren Öl-Bestandteile. Das dickflüssige Öl wurde durch Destillation aufgespalten in schwere (Bitumen) und leichte Teile (Öle). Bitumen wurde zum Abdichten von Schiffen und Bauwerken gebraucht, aber auch für medizinische Verwendung. Die leichten Bestandteile wurden als Schmier- und Leucht-Öl verwendet. Viele Informationen über die Produktion stammen aus Aufzeichnungen des Baron De Dietrich, der 1759 die Mine besuchte und seine Beobachtungen festhielt. Er beschreibt auch die erste Grubenexplosion, bei der vier Bergleute schwer verletzt wurden.
1835 kam Jean-Baptiste Boussingault nach Pechelbronn, nachdem er in seiner Zeit als Minendirektor in Lobsann (1820–1822) Achille Le Bel kennengelernt hatte und heiratete Adèle Le Bel, die Tochter von Achille Le Bel. Sein Schwiegervater schenkte dem Paar einen Gutshof, in dem Boussingault seine Studien zur Verbesserung der Landwirtschaft fortsetzte, die er an der Universität Lyon begonnen hatte. Dies wurde die erste agronomische Forschungsstation in Frankreich.
Ab 1879 ersetzte Joseph Le Bel die Förderung von Teersand durch ein neues Verfahren, welches in Pennsylvania (Vereinigte Staaten) erprobt worden war: man bohrte die Ölschichten an und injizierte Wasser unter Druck, welches das Öl nach oben treibt. Mit geringerem Aufwand konnte man so größere Mengen von Öl gewinnen.
Nachdem das Elsaß wieder deutsch war, wurde die Ölsuche intensiviert, die Vereinigten Deutschen Petroleumwerke AG und andere Firmen untersuchten die Umgebung von Pechelbronn, Walbourg-Biblisheim und Haguenau und begannen Öl zu fördern. 1899 entschloss sich die Familie Le Bel, ihr Unternehmen an die Pechelbronner Ölberbergwerke zu verkaufen, eine Gesellschaft reicher Elsässer Unternehmer. Innerhalb von 15 Jahren erhöhte die neue Firma die Förderung um 75 Prozent, 1924 gab es in der Umgebung von Pechelbronn 550 Pumpstationen, die über ein Leitungsnetz von 150 km mit der Raffinerie verbunden waren. 1911 wurden alle lokalen Produktionsgesellschaften in der Deutsche Erdöl Aktiengesellschaft (DEA) zusammengefasst. Im Jahr 1913 wurden 49.500 t gefördert, die höchste regionale Förderung im Deutschen Reich. Weil danach die Förderung zurückging, nahm man die bergmännische Ausbeutung der Teersände wieder auf. Mit der Methode der Bohrung und Pumpen konnte man nur ca. 25 % der vorhandenen Vorkommen ausbeuten. 1918 erreichte die Förderung 50.000 t.
Nach dem Ersten Weltkrieg wurde Elsass-Lothringen wieder französisch, die DEA wurde enteignet und die Anlagen 1921 der neu gegründeten Pechelbronn SAEM (Bergbau Aktiengesellschaft Pechelbronn) übertragen. Für den Vertrieb wurde die Marke Antar gegründet. Der Schacht Nr. VIII wurde bis zu einer Tiefe von 520 Meter vorangetrieben, ohne Erfolg. 1926 beschäftigte die Gesellschaft 3400 Menschen in Pechelbronn. 1923 begann die Pechelbronn SAEM auf dem Gelände des alten Bauernhofs der Familie Le Bel mit dem Bau einer Arbeitersiedlung Cité Boussingault, heute Rue Boussingault. Sie besteht aus Mehrfamilienhäusern, größere für mehrere Arbeiterfamilien und Doppelhäuser für die Ingenieure. Nach dem Ende der Erdölförderung wurden die Häuser an ihre Bewohner verkauft.
Nach dem Zweiten Weltkrieg ging die Produktion wegen Erschöpfung der Ressourcen zurück, gegenüber den neuen, viel billiger produzierenden Ländern im Nahen und Mittleren Osten war Pechelbronn nicht konkurrenzfähig. 1953 wurde das Ende der Produktion für 1965 geplant, schrittweise wurde die Belegschaft reduziert und die Förderung zurückgefahren. Am 31. Dezember 1964 wurde die Produktion beendet. Die Firma Antar wurde 1970 von Elf Aquitaine übernommen. Damit ist aber die Erdölförderung im Nord-Elsass nicht vollständig beendet, die Firma Geopetrol betreibt kleinere Förderanlagen, z. B. in der Nähe von Lauterbourg. 2011 beantragte die Firma weitere Bohrgenehmigungen in der Nähe von Soufflenheim. Ab 1987 wurden vorbereitende Arbeiten für das Geothermiekraftwerk Soultz-sous-Forêts durchgeführt, die auf Daten aus der Erdölförderung beruhten.

### Die Familie Le Bel
Über vier Generationen bestimmte die Familie Le Bel die Geschicke der Erdölförderung und damit der Gemeinde Pechelbronn. Ursprünglich stammte sie aus der Gegend von Toulouse. 1762 ließ sich Antoine Le Bel in Pechelbronn nieder als Partner von Louis Pierre Ancillon de La Sablonière, der hier bereits im Erdölgeschäft tätig war. Er ließ die ersten Schächte graben und begann mit dem Kauf von Land in der Umgebung der Edölquellen. Nach seinem Tod 1788 übernahm sein Sohn Marie Joseph Achille (1772–1842) den Besitz. Er kämpfte für die republikanischen Truppen und kam 1804 nach Pechelbronn zurück und kaufte die übrigen Teilhaber der Minen aus. Er leitete die Minen und wurde Bürgermeister von Lampertsloch. Sein Sohn Louis Frédéric Achille (1807–1867) studierte an der Ecole des mines (Bergakademie) in Saint-Etienne. Er entwickelte die Förderung und Verarbeitung weiter und arbeitet mit seinem Schwiegervater Jean-Baptiste Boussingault in der Agrarwissenschaft zusammen. Sein Sohn Joseph Achille (1847–1930) studierte an der École polytechnique in Paris. Auch er entwickelte die Förderung und die Verarbeitung des Erdöls weiter, erkannte aber, dass die neuen Methoden den Einsatz größerer Mittel benötigten und verkaufte seine Anteile 1899 an die Pechelbronner Ölbergwerke.

## Wirtschaft
Im Ort stellt ISRI France S.à.r.l., eine Tochter der deutschen Firma Isringhausen, Sitzsysteme für Nutzfahrzeuge her.

## Kultur
- Musée du Pétrole, das Erdölmuseum zeigt mit vielen Exponaten die Entwicklung der Erdölindustrie im Elsass. Ein großes Modell zeigt in Funktion den „Schnellschlag-Bohrkran Nr. 7“ von Anton Raky, der im benachbarten Durrenbach 1894/1895 erstmals hergestellt worden ist.

### Überreste der Erdölproduktion
Nach dem Ende der Erdölförderung im Jahr 1965 wurden die Produktionsanlagen abgebaut. Einige Gebäude haben aber überlebt:
- Das Wohnviertel der Ingenieure (Cité d’ingénieurs Le Bel), eine Wohnsiedlung im Gartenstadt Stil, erbaut 1925/1930 vom Architekten Éduard Kettner, heute noch als Wohngebäude genutzt, an der Straße nach Lobsann.[14]
- Das „Kasino“, das ehemalige Ledigenwohnheim, heute ebenfalls als Wohngebäude genutzt, gegenüber dem Wohnviertel der Ingenieure, erbaut vom Architekten Théo Berst.
- Das Verwaltungsgebäude, nach Renovierung als Mehrfamilienhaus genutzt, ebenfalls an der Straße nach Lobsann gelegen.
- Das Schloss Le Bel (Le Château Le Bel), der Wohnsitz der früheren Besitzer der Ölminen, der Familie Le Bel, erbaut im 19. Jahrhundert. Das Ensemble steht seit 2008 unter Denkmalschutz (Inventaire des Monuments historiques[15]). Die Gebäude sind in schlechtem Zustand, nur das ehemalige Labor wurde vor einiger Zeit renoviert und beherbergt heute ein Restaurant. Das Schloss liegt an der Straße nach Lampertsloch.[16]
- Die Cité Boussingault ist zum großen Teil erhalten, allerdings stark verändert durch An- und Umbauten.
- Abraumhalden: der Sand, der bei der bergmännischen Förderung anfiel und der zu kegelförmigen Hügeln, die nur wenig bewachsen sind, aufgeschüttet wurde.

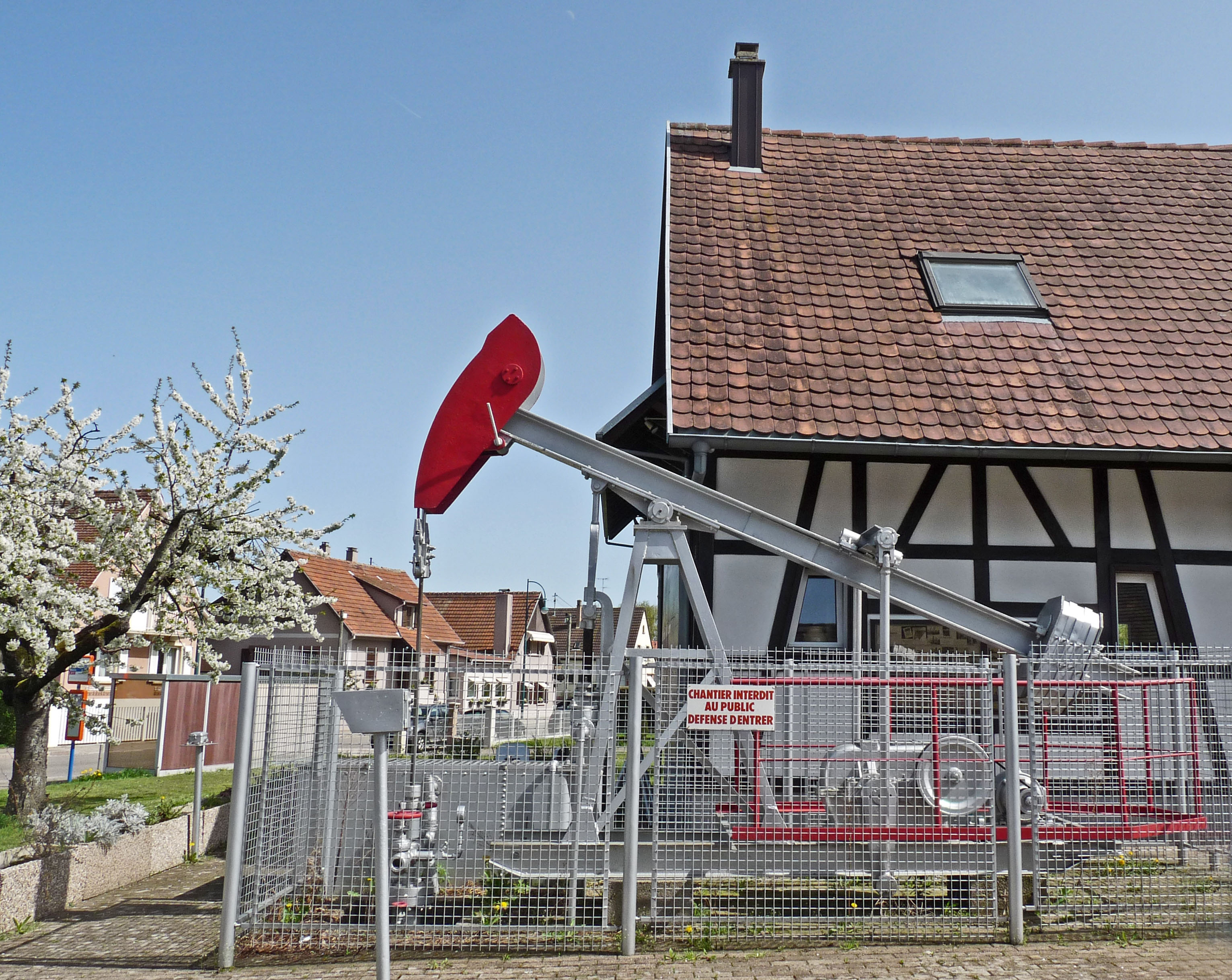
Französisches Erdölmuseum
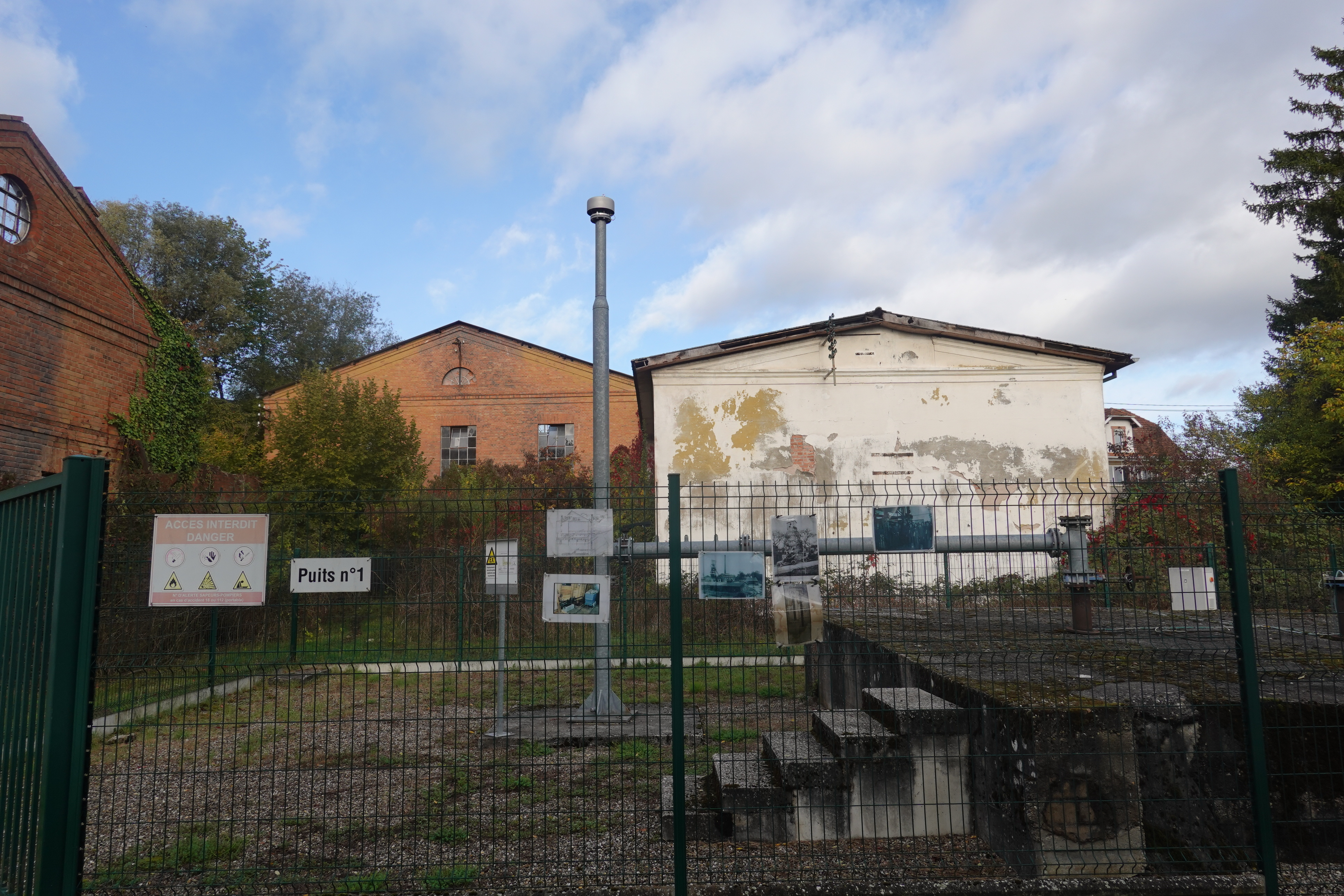
Überreste Puits Nr. 1
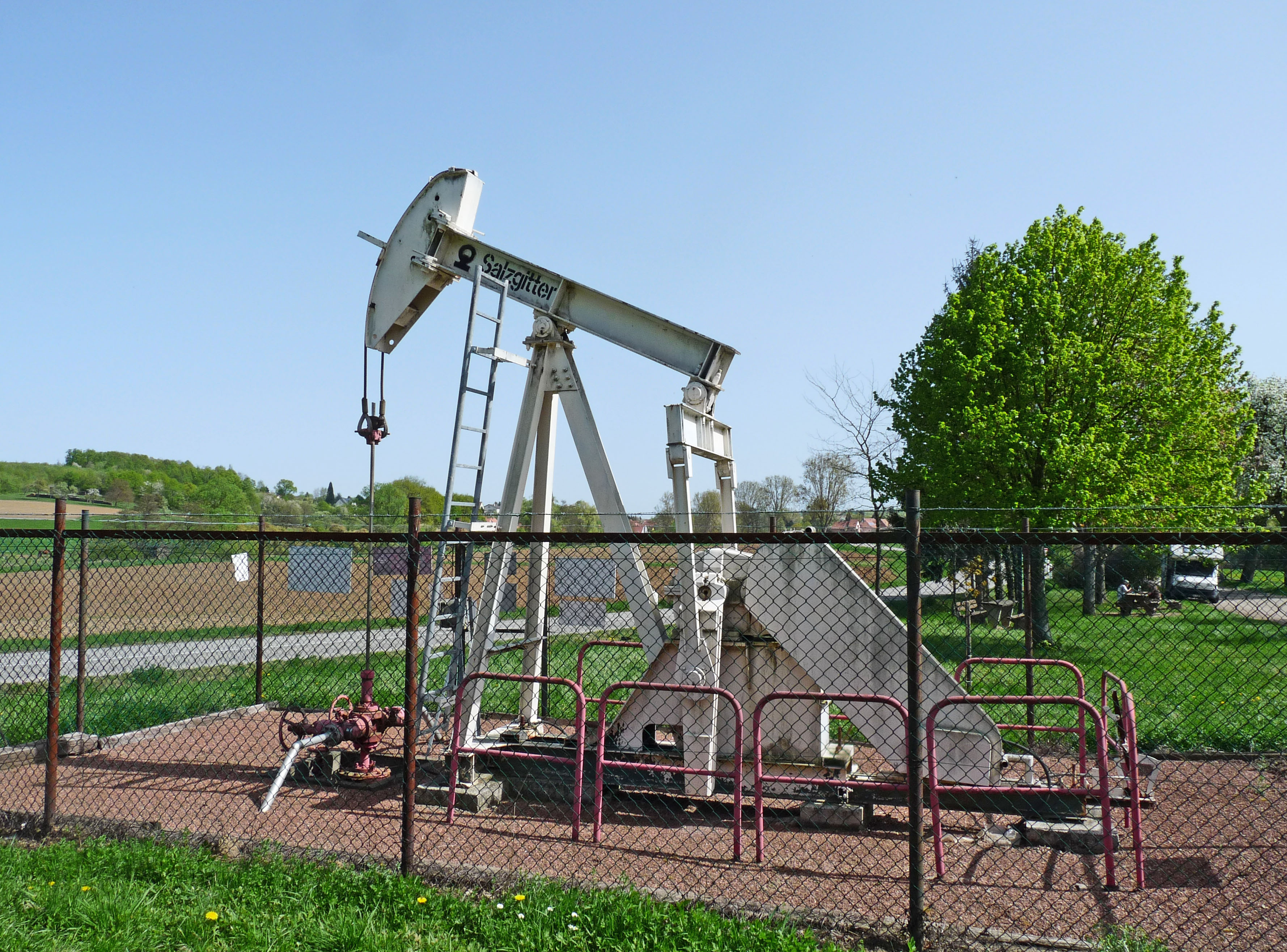
Erdölpumpe am Ortseingang von Merkwiller-Pechelbronn
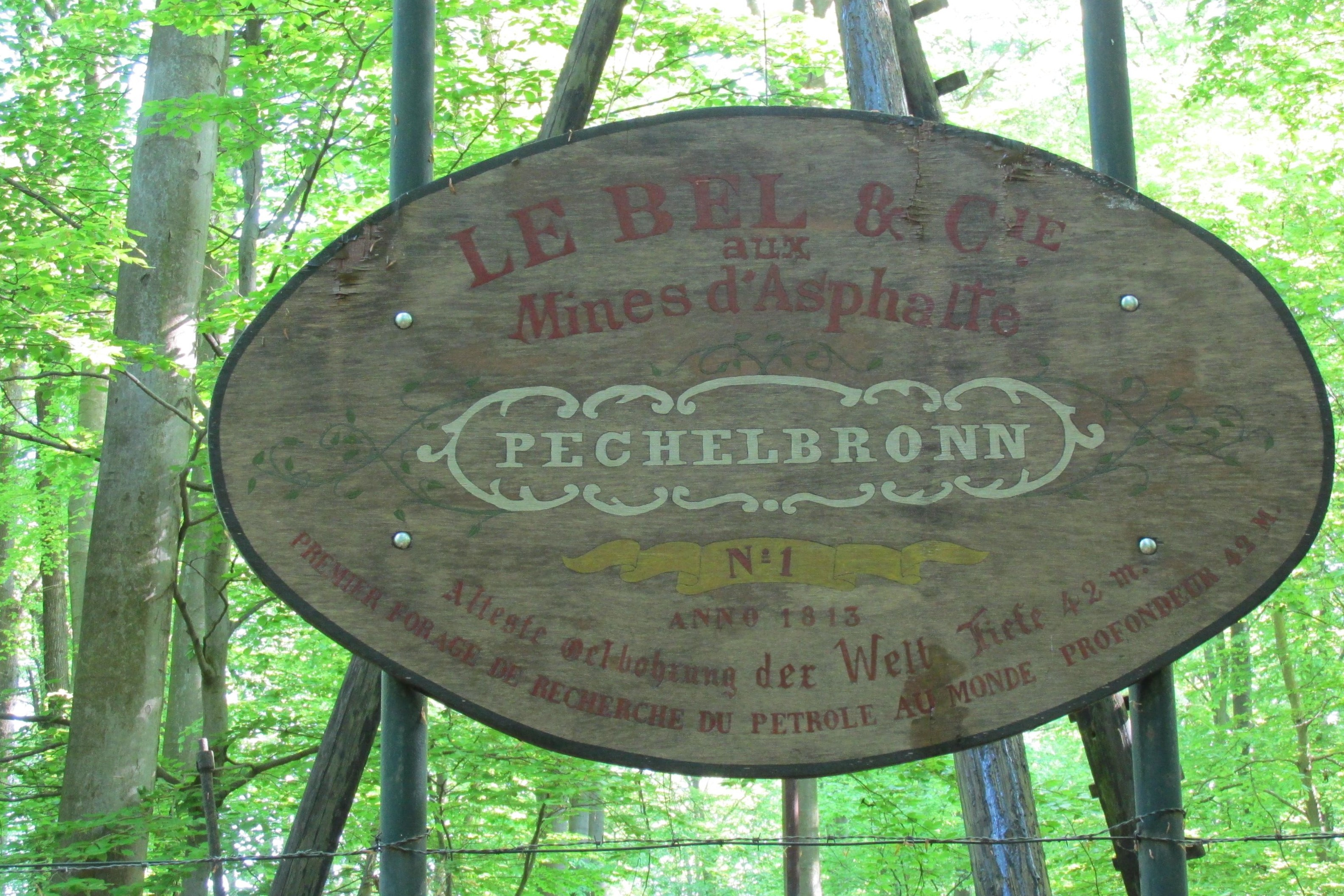
Gedenkschild für die erste Erdölbohrung
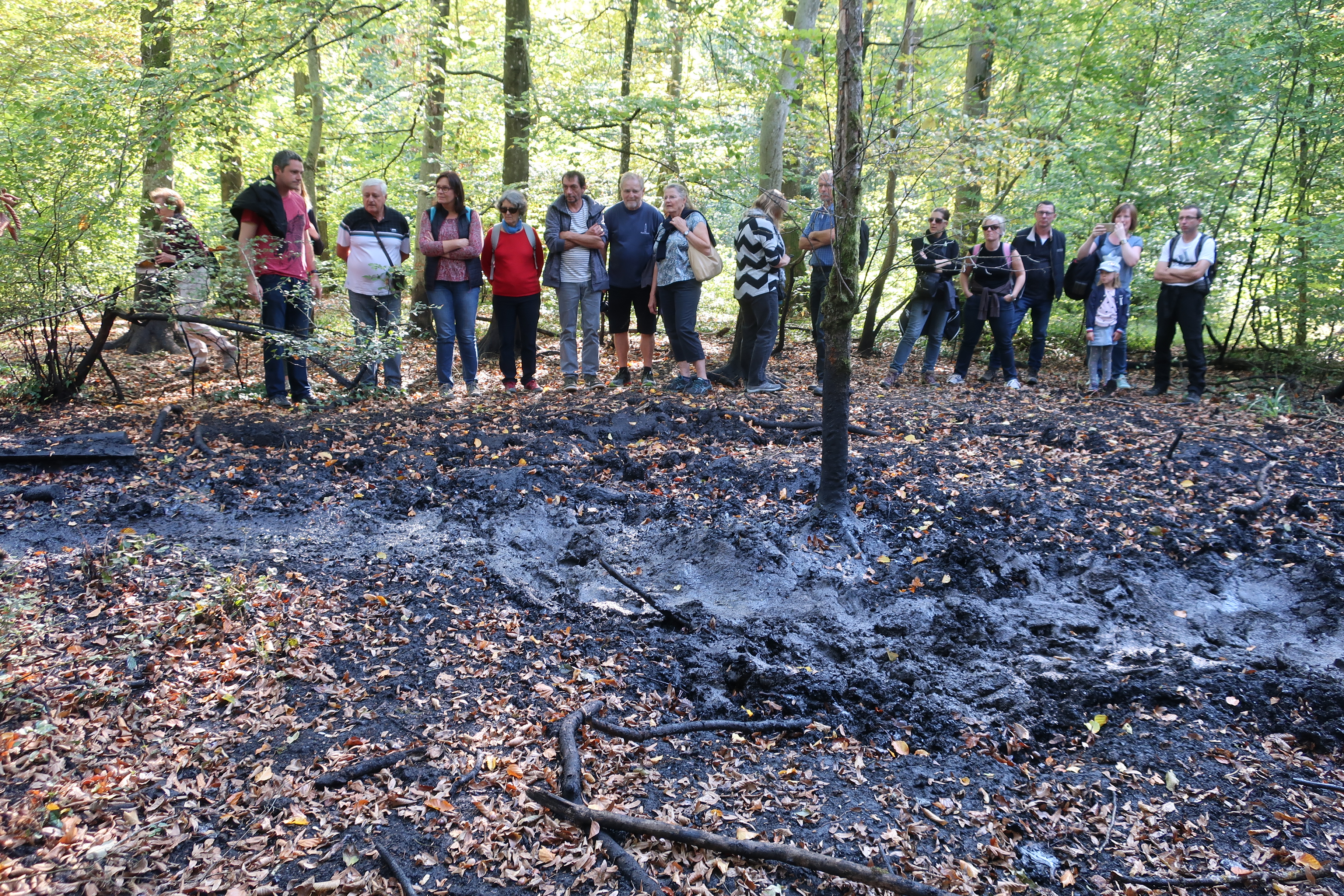
Erdpechquelle bei Pechelbronn
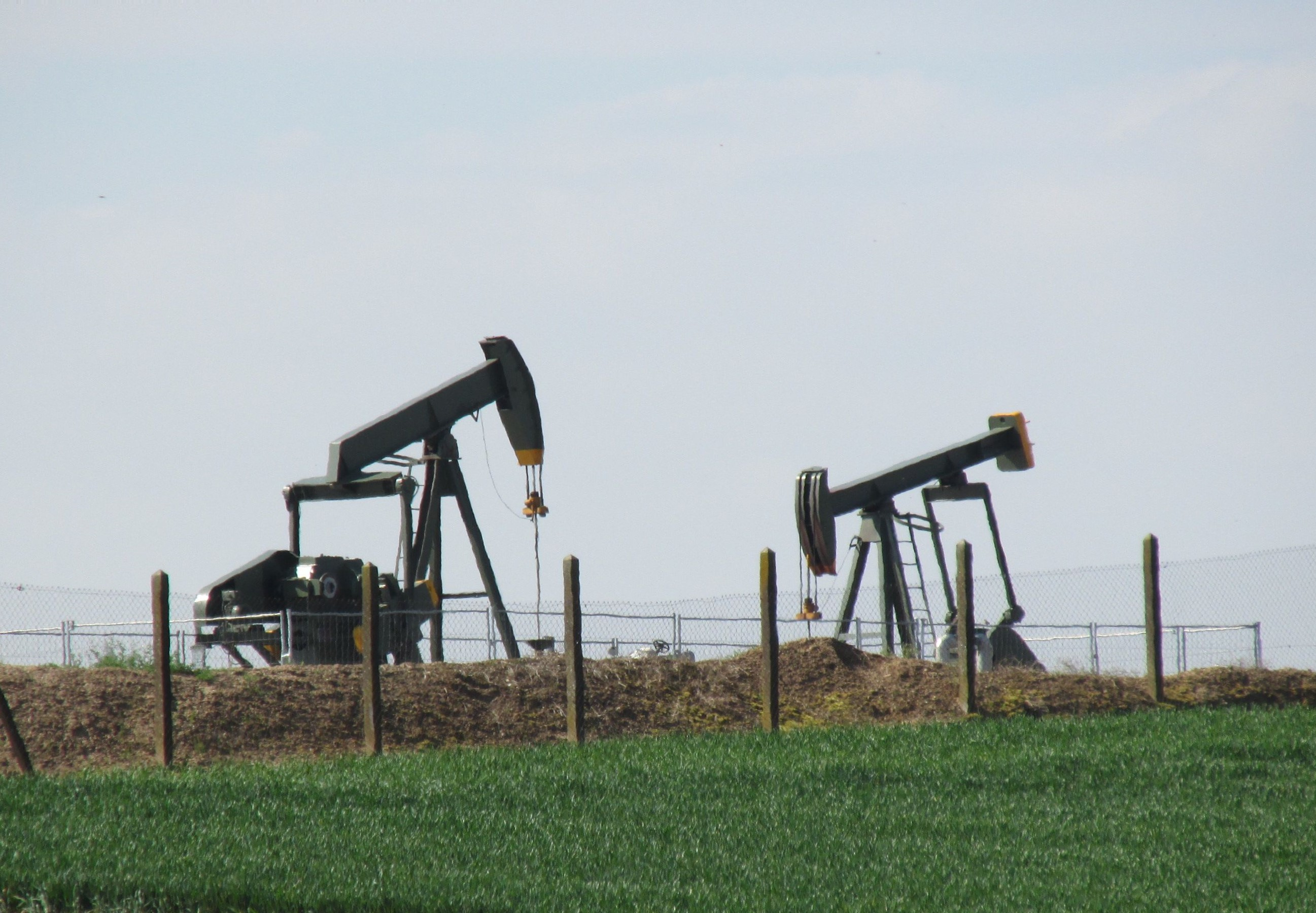
Pferdekopfpumpen in Betrieb bei Lauterbourg
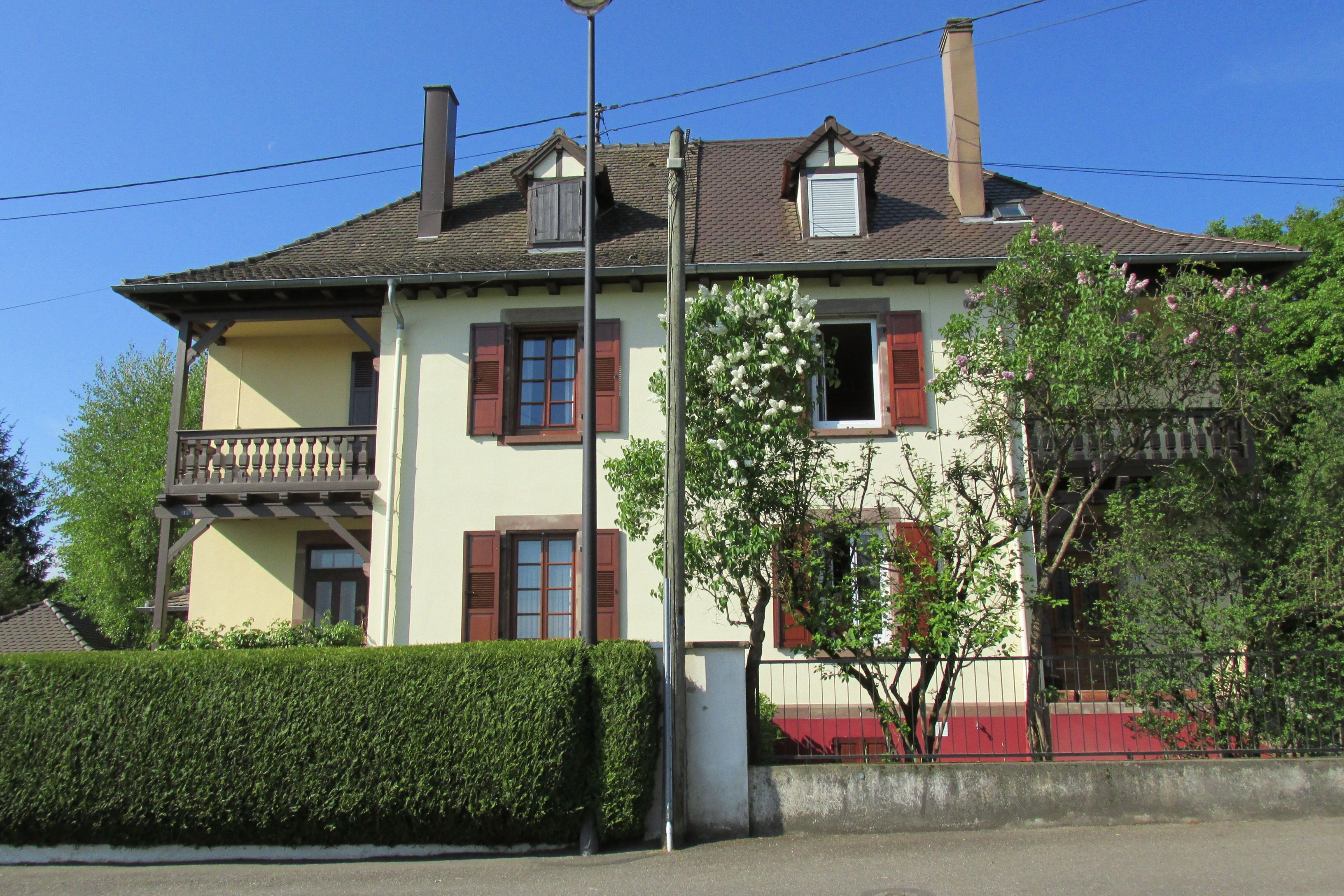
Cité d’ingénieurs Le Bel
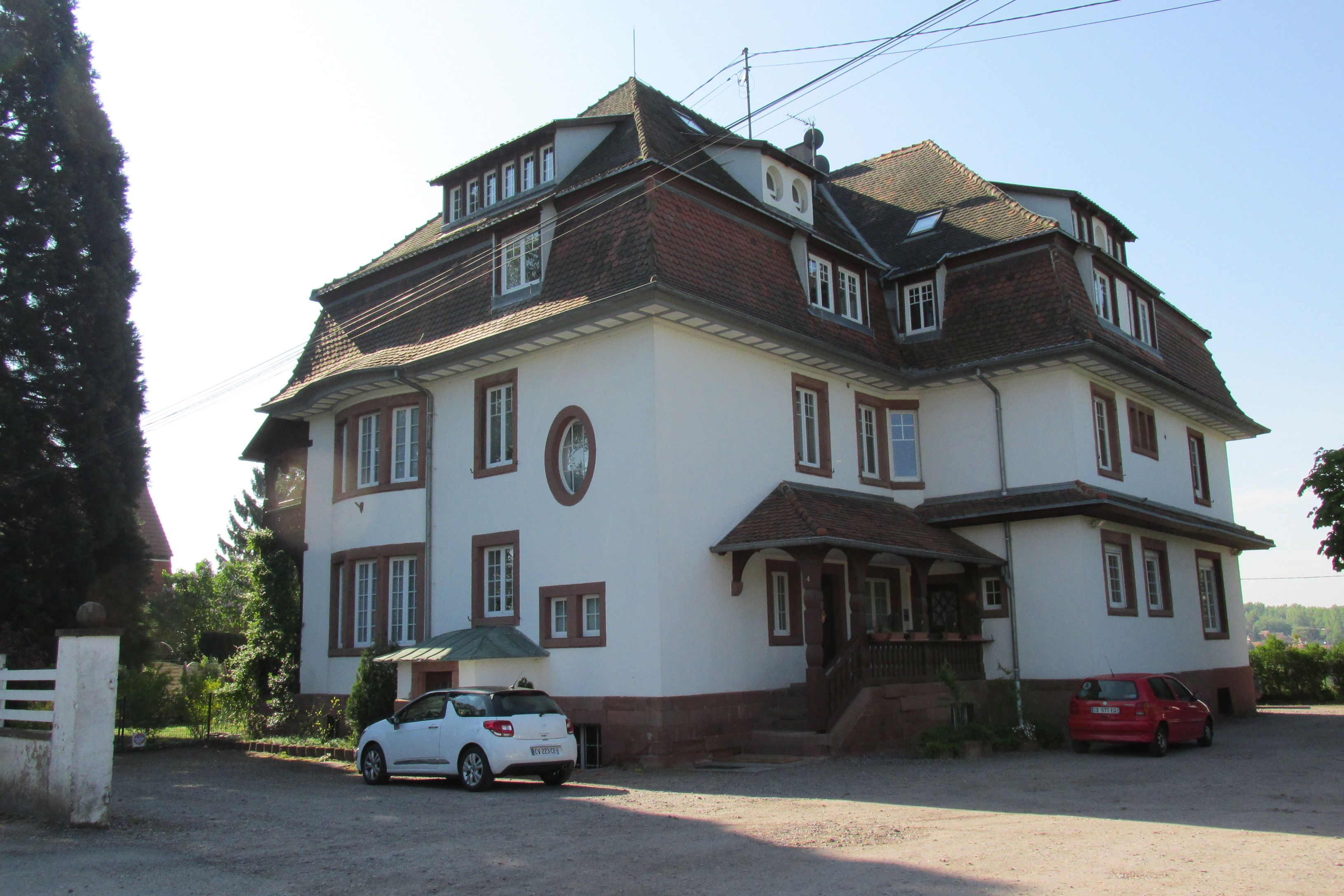
Ehemaliges Kasino
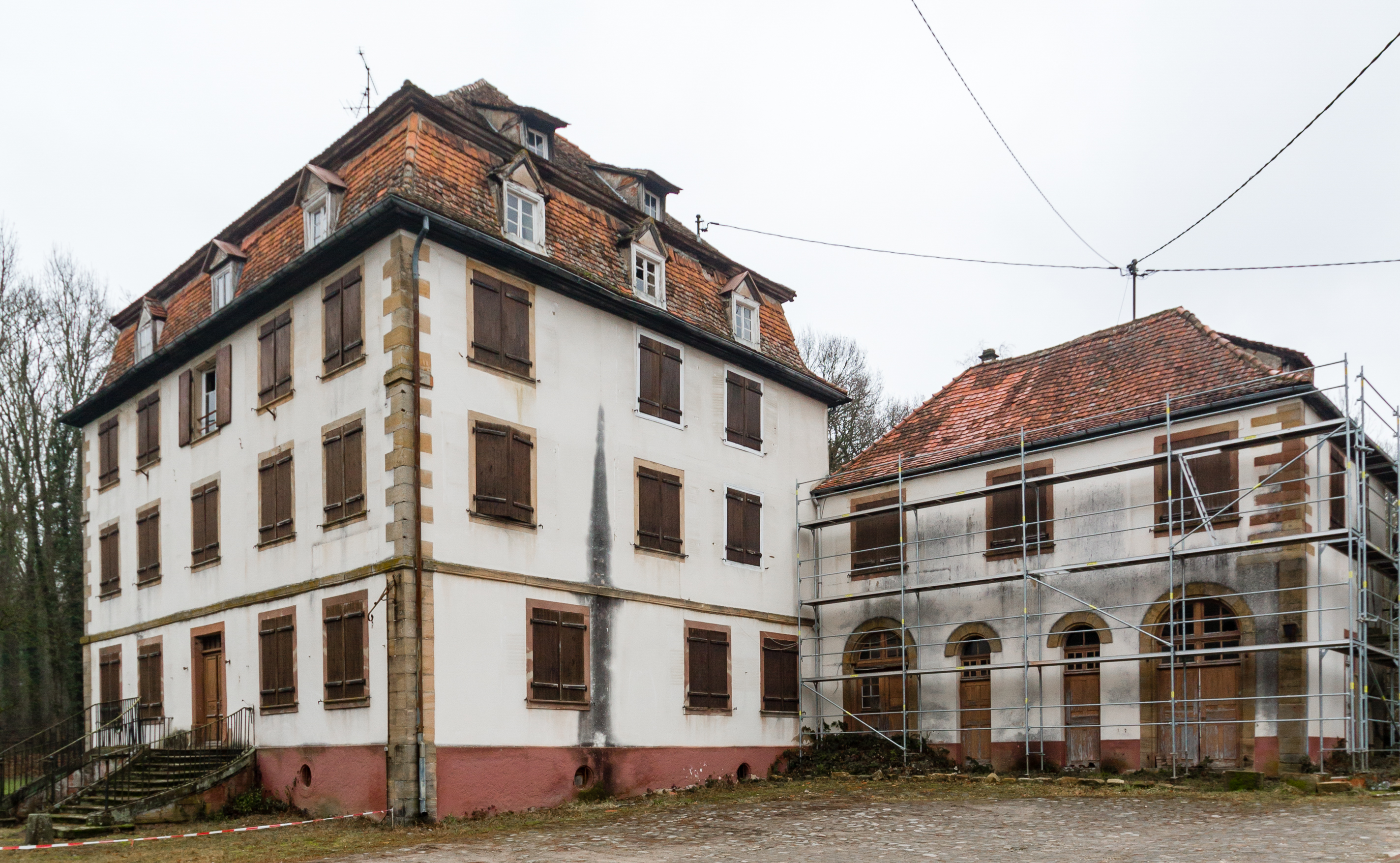
Château Le Bel
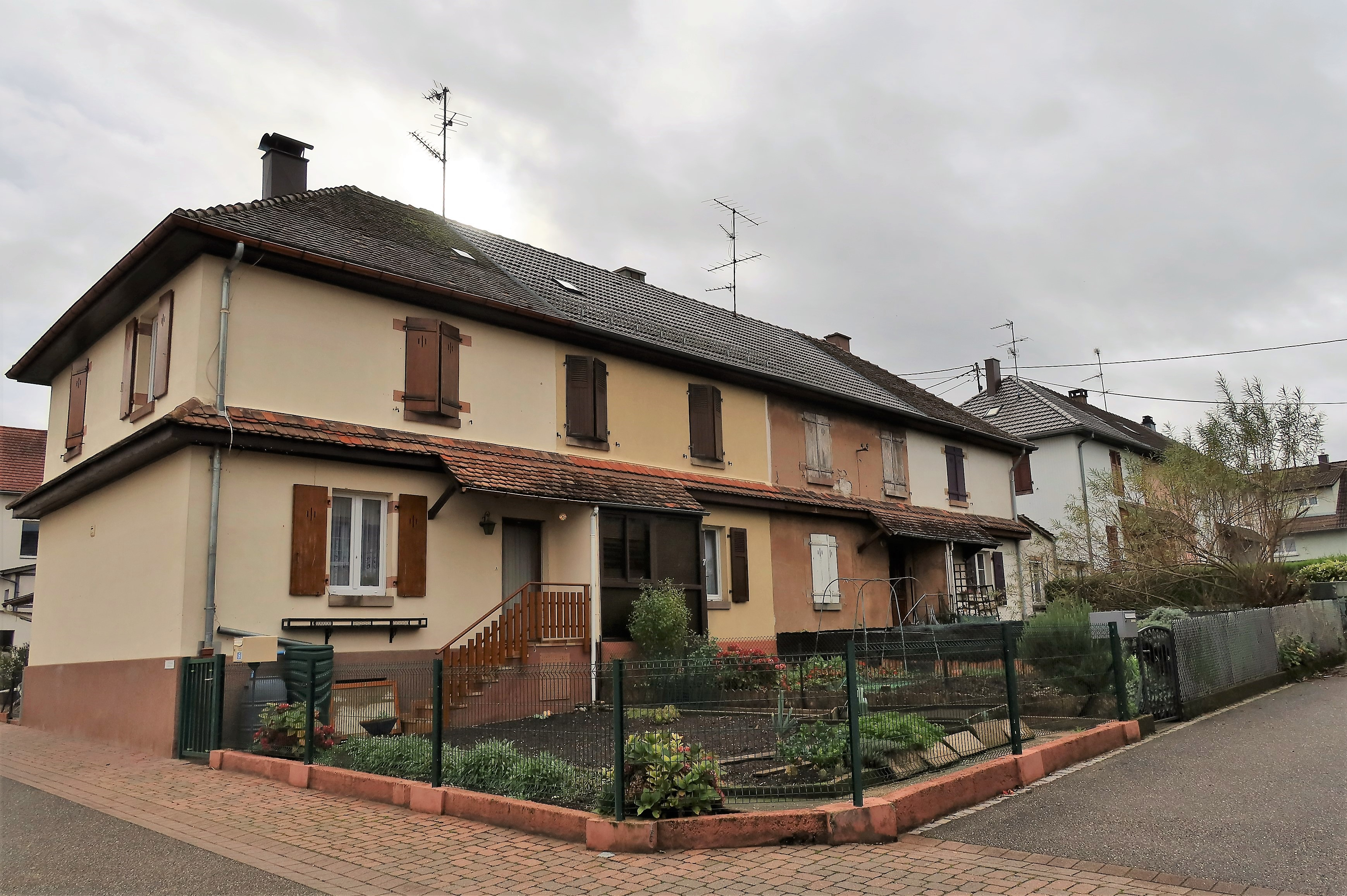
Cité Boussingault
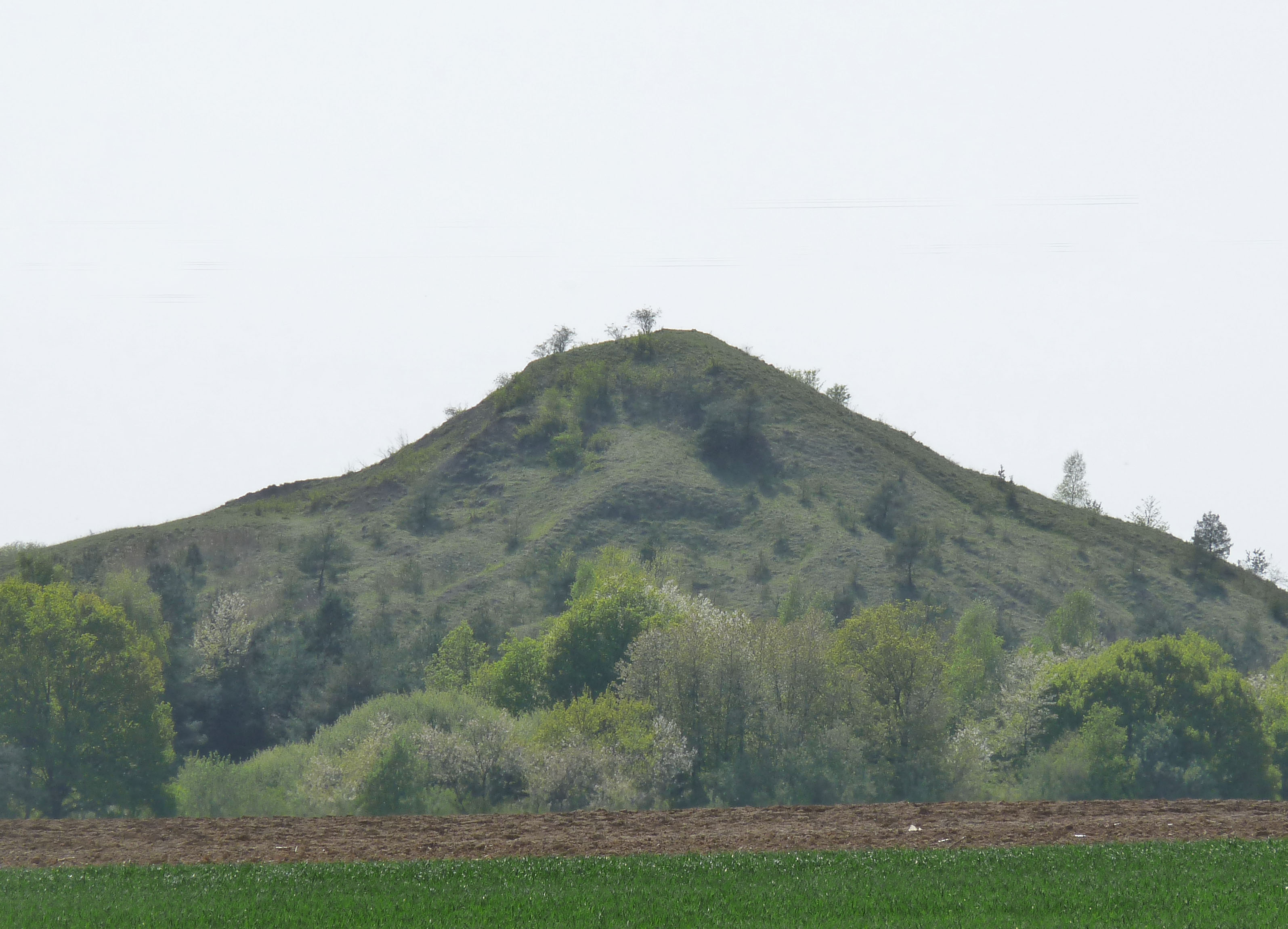
Abraumhalde

### Thermalbad
1910 wurde bei einer Erdölbohrung in 938 m Tiefe eine Mineralquelle mit 65 Grad Celsius und ungefähr 12 Kubikmeter Förderung gefunden. Das Wasser wurde genutzt, um Krankheiten wie Rheuma zu behandeln, zuerst in einer Holzhütte, dann ab 1925 im Hotel Engel. 1971 versiegte die Quelle, eine neue Bohrung wurde in 1146 m fündig, allerdings war das Wasser stark mit Rückständen aus der Erdölförderung belastet. Der Kurbetrieb wurde eingestellt, in den 2000er Jahren versuchte man das Wasser zur Heizung der nahe gelegenen Verwaltung der Verbandsgemeinde zu nutzen, es korrodierte die Leitungen aber stark und die Quelle wurde verschlossen.

## Trivia
Die Straße von Merkwiller-Pechelbronn nach Lobsann hat 2 Namen: die westliche Straßenseite heißt Rue Archile Le Bel, die östliche Rue de Lobsann. Der Grund ist, dass die östliche Seite zu Kutzenhausen gehört. Als Merkwiller-Pechelbronn die Straße zu Ehren der Familie Le Bel umbenannte, hat die Gemeinde Kutzenhausen diese Änderung nicht mitgemacht.